# Antonella Ghignoli
Antonella Ghignoli (* 14. Mai 1963 in Pontedera) ist eine italienische Mittelalterhistorikerin.
Ghignoli studierte Paläografie, Diplomatik und mittelalterliche Geschichte an den Universitäten Pisa, Leipzig und Florenz und an der École française de Rome (Section Moyen Age). Als ordentliche Ricercatrice Universitaria hatte sie Lehraufträge für Lateinische Paläografie, Handschriftenkunde und Diplomatik an der Universitäten La Tuscia-Viterbo (2001–2006) und Florenz (2006–2011). Seit 2011 ist sie an der Universität Rom-La Sapienza tätig. Sie ist Mitglied der Redaktion der Onlinezeitschrift für Paläographie und Diplomatik Scrineum Sie gehört dem wissenschaftlichen Beirat (consiglio scientifico) des Istituto Storico Italiano per il Medio Evo in Rom an. Mit Wolfgang Huschner und François Bougard gibt sie die Reihe Italia regia heraus, die beim Leipziger Eudora-Verlag erscheint.
Sie lebt in Rom.
Sie hat sich früh mit den Möglichkeiten von Hypertext in den Historischen Hilfswissenschaften auseinandergesetzt. 1999 hat sie eine kritische Übersicht über das damalige deutschsprachige Netzangebot veröffentlicht. Unter dem Titel Le discipline editoriali: paleografia, diplomatica, codicologia hat sie 2003 eine allgemeine Einführung in Paläographie, Diplomatik und Kodikologie mit einer Zusammenstellung der damaligen Netzressourcen in Reti Medievali veröffentlicht. Seit 2004 arbeitet sie in der Charter Encoding Initiative mit.

## Schriften